# Jovem Pan FM Joinville
Jovem Pan FM Joinville é uma emissora de rádio brasileira com sede em Joinville, Santa Catarina. É afiliada à Jovem Pan FM e opera na frequência 91.1 MHz.

## História
Durante a década de 90 foi afiliada à Transamérica FM.
Depois da decisão da Rede Transamérica de criar três redes segmentadas para cada público (Hits, Light e Pop) a 91.1 FM escolheu a Transamérica Pop e foi afiliada até 2008. Depois de 14 anos com a Transamérica, a 91.1 FM troca a Transamérica Pop pela Jovem Pan FM, que já foi sua concorrente nos anos 90 quando existia a Jovem Pan 2 Joinville 104.3 MHz, que hoje é uma afiliada da Rede Atlântida e se chama Atlântida FM Joinville.
As duas emissoras continuam sendo concorrentes até hoje pelo motivo das duas tocarem músicas do gênero jovem/pop.
Recentemente a sede que abriga a Jovem Pan FM e a Jovem Pan News em Joinville teve uma grande reformulação nos estúdios, recepção, áreas de convivência, entre outros ambientes.
O motivo dessa reforma nas emissoras é a atuação nas mídias sociais.
Programas como o Jornal da Manhã (edição local) já são transmitidos para as redes sociais como Facebook e YouTube.
Além do Jornal da Manhã, alguns outros programas esportivos da Jovem Pan News Joinville também são transmitidos nas redes sociais. No dia 2 de setembro de 2019 passou a transmitir Os Pingos nos Is às 18h juntamente com a Jovem Pan News Joinville, que já transmitia o programa.